# Overvågningskamera
Et overvågningskamera (engelsk: CCTV Camera) kan producere billeder eller optagelser til overvågning eller andre private formål. Kameraer kan enten være videokameraer eller digitale stillbilleder. Walter Bruch var opfinderen af CCTV-kameraet. Hovedformålet med et CCTV-kamera er at fange lys og omdanne det til et videosignal. En CCD-sensor (charge-coupled device) understøtter et CCTV-kamera. CCD'en konverterer lys til et elektrisk signal, og signalbehandling konverterer derefter dette elektriske signal til et videosignal, der kan optages eller vises på skærmen. 